# Johann Christian Ruhl

Johann Christian Ruhl (1789), Gemälde von Johann August Nahl dem Jüngeren

Johann Christian Ruhl (* 15. Dezember 1764 in Kassel; † 29. September 1842 ebenda) war ein Bildhauer, Illustrator und Architekt in Hessen-Kassel.

## Leben und Wirken
Ruhl war der Sohn des Kabinettschreibers Johannes Ruhl. Er studierte die Bildhauerei bei dem Hofbildhauer Johann August Nahl. Im Jahr 1787 reiste er auf Kosten des hessischen Kurfürsten Wilhelm I. nach Paris, um sich dort für ein Jahr unter Leitung des Bildhauers Augustin Pajou fortzubilden. Er reiste weiter nach Italien, wo er für zweieinhalb Jahre die antiken Künstler studierte und seine Fertigkeiten zu vervollkommnen suchte. In Rom begegnete er Johann Wolfgang von Goethe. Dieser gedachte ihm (oder seiner Statue des Achilles) später in seiner Schrift über Johann Joachim Winckelmann und sein Jahrhundert. Nach der Rückkehr in seine Heimatstadt wurden er mit den Bildhauerarbeiten und der Ausgestaltung mit Ornamenten auf Schloss Wilhelmshöhe beauftragt.
Zu Beginn des 19. Jahrhunderts arbeitete er gemeinsam mit Karl Heinrich Schwarzkopf als Modelleur für die Porzellanmanufaktur in Fürstenberg an der Weser.
Jérôme Bonaparte, König von Westfalen, ernannte ihn 1808 zu seinem Hofbildhauer und gab ihm die Oberaufsicht über die Dekorationsarbeiten bei mehreren Bauten, die von dem Hofarchitekten Grandjean de Montigny geleitet wurden. So schuf er unter anderem die antikisierenden Büsten König Jérômes und seiner Ehefrau Katharina von Württemberg aus Biskuitporzellan und eine Büste des Königs in Marmor, die als Geschenk für Kaiser Napoleon gedacht war. Ein Exemplar stellte er, neben den Bildnissen von Johann Friedrich Blumenbach, Johann Beckmann, Johann Dominik Fiorillo, Arnold Heeren und Christian Gottlob Heyne, für den Bibliothekssaal der Georgia Augusta in Göttingen her, und eines für das Kasseler Schloss. Für die Büsten in der Bibliothek wurde er am 5. Oktober 1829 von der Universität Göttingen mit dem Diplom eines Doktors der Philosophie ausgezeichnet. Ein von ihm gefertigtes Bildnis des Königs diente als Vorbild für die Prägung neuer Münzen. Mit dem Regierungsantritte des Kurfürsten Wilhelm II. erhielt er durch diesen Aufträge für neue Bauvorhaben wie die Ausschmückung des Residenzpalais. Er wurde zum Professor an der Akademie der bildenden Künste in Kassel ernannt. Zu seinen Schülern zählten Christian Daniel Rauch, der rund fünf Jahre unter seiner Leitung arbeitete, sowie der Hofbildhauer Bernhard Wessel, der Bildhauer Philipp Siebrecht, der später nach New-York ging, oder Gustav Kaupert.
1835 gehörte er zu den Mitbegründern des Kunstvereins für Kurhessen.

## Familie
Ruhl heiratete er Elisabeth (geborene Völkel), eine Schwester des Archäologen und Philologen Johann Ludwig Völkel, mit der er zwei Söhne hatte.
- Ludwig Sigismund Ruhl (1794–1887) war ebenfalls Maler und wurde von seinem Vater ausgebildet.
- Julius Eugen Ruhl (1796–1871), war ein Architekt und Oberhofbaudirektor der kurhessischen Staatsbahn.

## Werke (Auswahl)

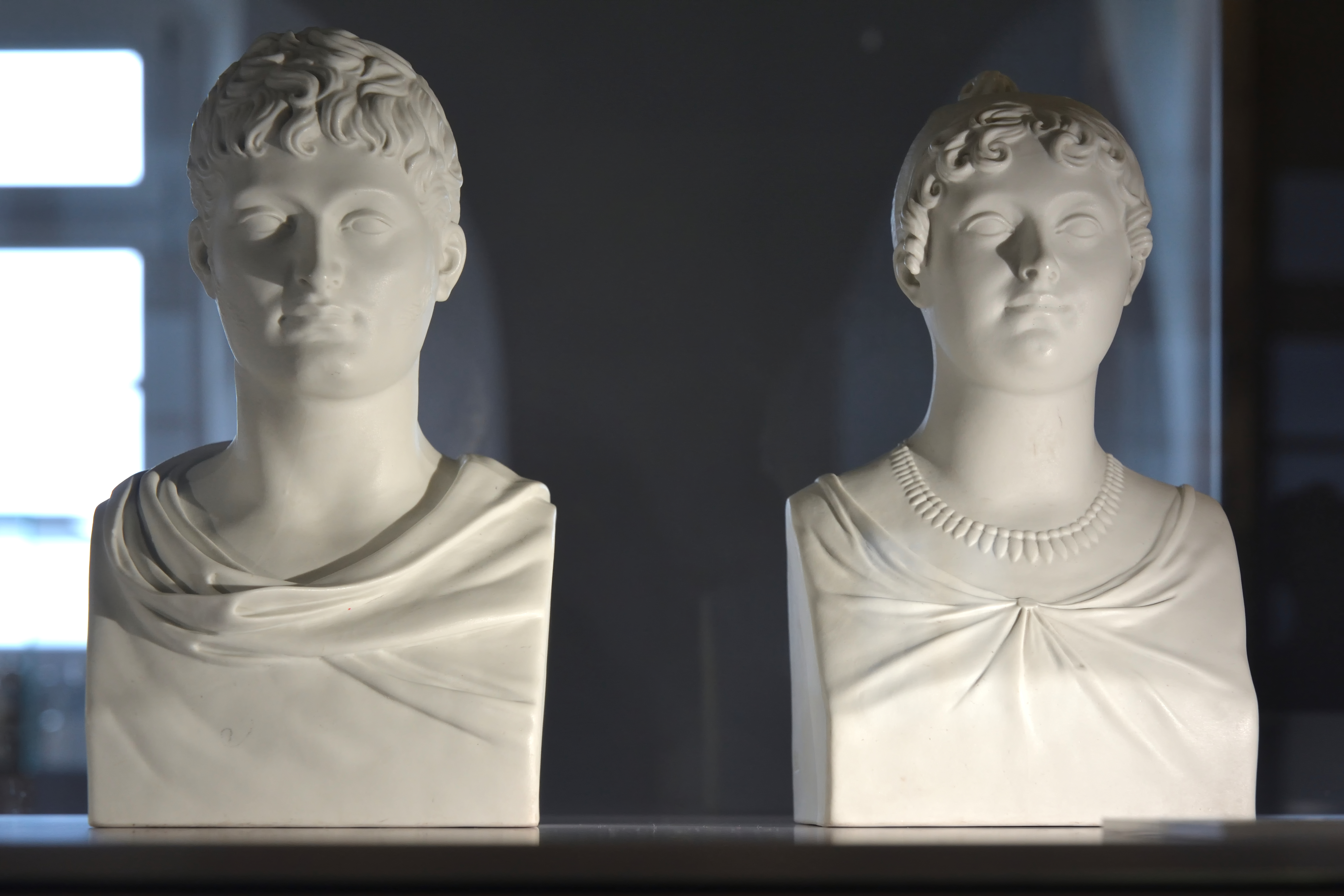
Jérôme und Katharina im Museum Schloss Fürstenberg

- Hessendenkmal in Frankfurt am Main
- mehrere Büsten und Figuren aus Marmor

Illustration

G. A. Bürger: Lenore

- Johann Christian Ruhl: Ossian’s Gedichte in Umrissen. 3 Hefte (1805–1807). St. Petersburg/Leipzig 1805 (Zu der Dichtung über Ossian).
- Johann Christian Ruhl: Ideen zu Verzierungen für Künstler und Handwerker aus denen Antiken gesam[m]let. Krieger, Marburg 1818, OCLC 246180179.
- Gottfried August Bürger: Die Ballade der Lenore. Luckhardt, Kassel 1827 (goethezeitportal.de).

## Einzelbelege
1. ↑  Ruhl, Johann Christian. Hessische Biografie (Stand: 12. Februar 2020). In: Landesgeschichtliches Informationssystem Hessen (LAGIS). Hessisches Institut für Landesgeschichte, abgerufen am 28. Februar 2020.
2. ↑  Nekrolog – J. Chr. Ruhl. In: Morgenblatt für gebildete leser. Nr. 20. J. G. Cotta’sche Buchhandlung, 7. März 1844, S. 81–83 (books.google.de).
3. ↑  Möller: Porzellan aus Fürstenberg. S. 115 f.
4. ↑  Georg Kaspar Nagler: Neues allgemeines Künstlerlexicon; oder, Nachrichten von dem Leben und den Werken der Maler, Bildhauer, Baumeister, Kupferstecher, etc. E. A. Fleischmann, München 1835, S. 30–33 (Textarchiv – Internet Archive).
5. ↑  Ludwig Sigismund Ruhl, Adolf Daniel Crakau: Sammlung L. S. Ruhl enthaltend Aquarellen und Kupferstiche … Sammlung A. D. Crakau enthaltend Kupferstiche, Radirungen und Holzschnitte … Boerner, Leipzig 1888, Vorwort (Textarchiv – Internet Archive).

| Personendaten    | Personendaten                 |
| ---------------- | ----------------------------- |
| NAME             | Ruhl, Johann Christian        |
| KURZBESCHREIBUNG | Hofbildhauer in Hessen-Kassel |
| GEBURTSDATUM     | 15. Dezember 1764             |
| GEBURTSORT       | Kassel                        |
| STERBEDATUM      | 29. September 1842            |
| STERBEORT        | Kassel                        |